# Gerrit van der Veenlaan 14 (Baarn)
De villa aan de Gerrit van der Veenlaan 14 is een gemeentelijk monument in Baarn in de provincie Utrecht. Het huis aan de Gerrit van der Veenlaan staat in het Wilhelminapark dat onderdeel is van rijksbeschermd dorpsgezicht Prins Hendrikpark e.o.

## Oorsprong
De villa is rond 1900 gebouwd. De woning is gebouwd in de neorenaissancestijl. In 1910 is de serre van de woning verbouwd naar het ontwerp van C. Sweris.

## Bewoning
De villa is in het verleden particulier bewoond geweest.
Sinds 1974 is de Stichting Huisvesting Baarnse Studenten hier gevestigd, die kamers verhuurd aan studenten die woonruimte zoeken in Baarn.
In de vorige eeuw hebben de huizen dienstgedaan als verzorgingshuis en sanatorium. Zo'n veertig jaar geleden zijn de huizen aangekocht door de gemeente om studenten van de Sociale Academie in een mooie omgeving huisvesting te bieden. Ondanks dat de Sociale Academie zich niet meer in Baarn bevindt, hebben de panden hun woonfunctie voor studenten behouden en wonen er op dit moment studenten die studeren in Utrecht, Hilversum, Amersfoort en Amsterdam.